# Witneklori
De witneklori (Lorius albidinucha) is een vogel uit de familie Psittaculidae (papegaaien van de Oude Wereld).

## Verspreiding en leefgebied
Deze soort is endemisch op het eiland Nieuw-Ierland in de de Bismarck-archipel, ten noordoosten van en behorend tot Papoea-Nieuw-Guinea.

## Status
De grootte van de populatie wordt geschat op 2500-10.000 volwassen vogels en aangenomen wordt dat dit aantal afneemt door ontbossing. Op de Rode lijst van de IUCN heeft deze soort de status gevoelig.